# Абаяра
Абаяра (порт. Abaiara)  —  муниципалитет в Бразилии, входит в штат Сеара. Составная часть мезорегиона Юг штата Сеара. Входит в экономико-статистический  микрорегион Брежу-Санту. Население составляет 8752 человека на 2006 год. Занимает площадь 179,906 км². Плотность населения — 48,6 чел./км².
Первое фермерское поселение возникло в начале XIX в. Городские права предоставлены в 1938. Выращивают хлопок, сахарный тростник, кукурузу, бобы. В городе расположены два храма.

## Статистика
- Валовой внутренний продукт на 2003 составляет 15.428.429,00 реалов (данные: Бразильский институт географии и статистики).
- Валовой внутренний продукт на душу населения на 2003 составляет 1.797,56 реалов (данные: Бразильский институт географии и статистики).
- Индекс развития человеческого потенциала на 2000 составляет 0,627 (данные: Программа развития ООН).